# Schloss Hermsdorf (Schlesien)

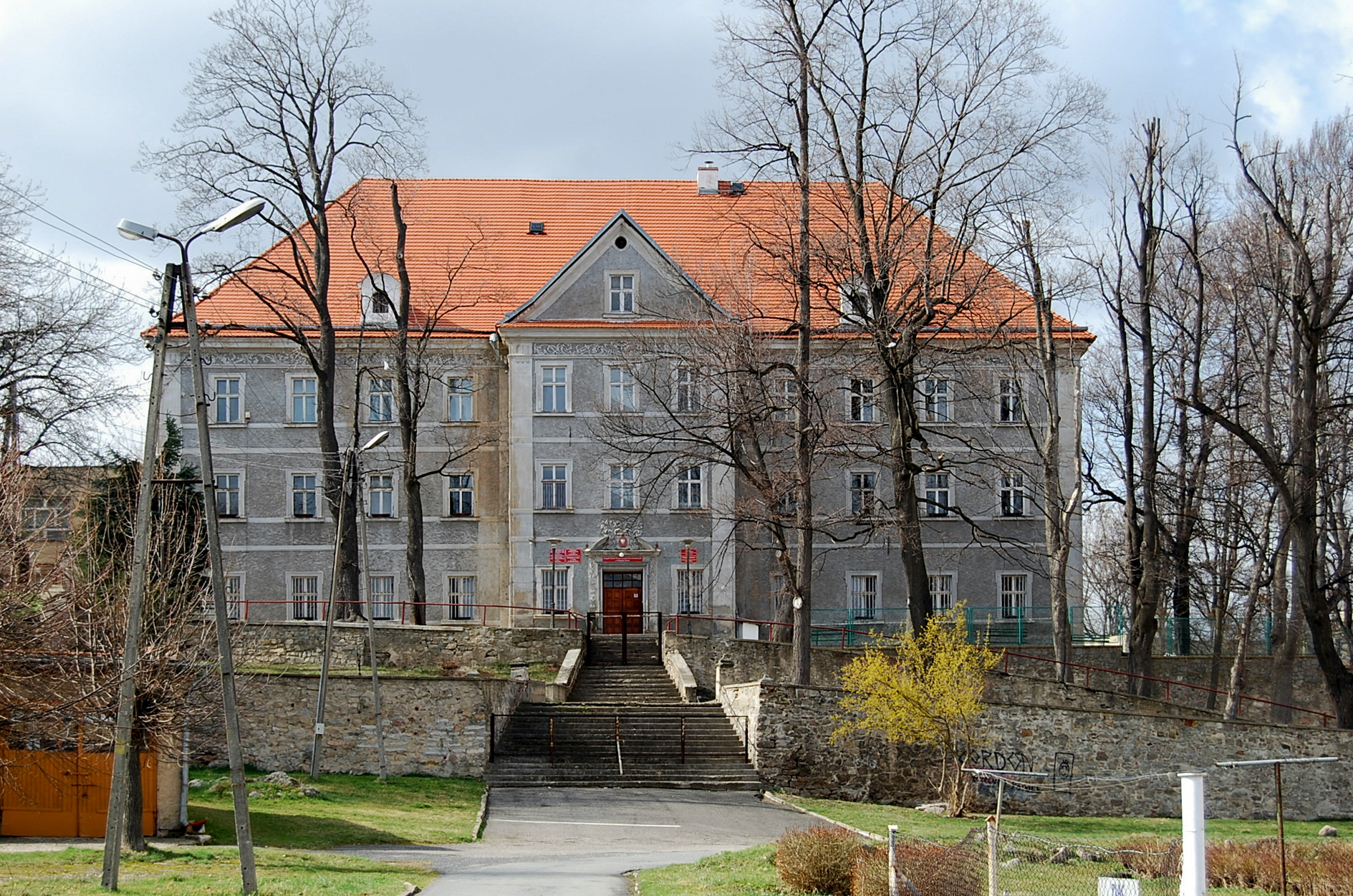
Schloss Hermsdorf

Das Schloss Hermsdorf in Sobieszów (deutsch: Hermsdorf unterm Kynast), einem Stadtteil von Jelenia Góra (Hirschberg im Riesengebirge) in der Woiwodschaft Niederschlesien in Polen, dient als Sitz der Verwaltung des Nationalparks Riesengebirge (polnisch Karkonoski Park Narodowy).

## Geschichte
Ein erster Adelssitz, ein Festes Haus, wurde 1541 von den Herren von Schaffgotsch errichtet. Nach Brand der Burg Kynast verlegten sie 1675 ihren Wohnsitz ins Tal. Die Güterverwaltung befand sich im Vorwerk von Hermsdorf. Der heutige Bau, der über eine aufwändige Treppen- und Terrassenanlage mit dem tiefer gelegenen Wirtschaftshof verbunden war, wurde von 1705 bis 1712 im Stil des Barock von Elias Scholtz errichtet. Im Schloss wurden die umfangreiche Majoratsbibliothek und eine Naturaliensammlung untergebracht. Nach dem Übergang an Polen infolge des Zweiten Weltkriegs 1945 diente das Schloss zunächst als Berufsschule. Später wurde es Sitz der Verwaltung des Nationalparks Riesengebirge (Karkonoski Park Narodowy).

## Bauwerk
Über einer stattlichen Terrassenanlage erhebt sich der große, klar gegliederte Bau mit dreiachsigem Mittelrisalit, darüberstehendem Frontispiz und Walmdach. Der Bau ist mit Ecklisenen, horizontaler Bänderung und umlaufendem Abschlussfries mit Masken und Akanthuswerk in manieristischer Ausprägung geschmückt. Ansonsten ist er nur sparsam verziert. Das Hauptportal mit gesprengtem Segmentgiebel und eingefasstem Schild, heute ohne das Wappen der Schaffgotsch, ist ebenfalls schlicht gestaltet. Im Inneren ist das repräsentative Stiegenhaus einer Betontreppe gewichen. Bemerkenswert sind die stukkierten Gewölbegrate und ein offener Kamin von 1705. Von der weitläufigen Parkanlage ist wenig erhalten.